# Restos du cœur
Restos du cœur (in italiano "Ristoranti del cuore") è una rete di associazioni francesi nate da un'iniziativa dell'attore comico Coluche per la distribuzione di pasti a persone bisognose o in difficoltà.
Coluche lanciò l'idea dei Restos du Cœur il 26 settembre 1985 a Parigi. Il primo ristorante aprì il 21 dicembre e successivamente altri vennero aperti in altre città francesi. L'obiettivo era distribuire 200.000 pasti al giorno; 8,5 milioni furono quelli distribuiti nel primo inverno. Attualmente, ci sono circa 2.000 Restos du Cœur in tutta la Francia, che distribuiscono oltre 100 milioni di pasti l'anno. 

## L'iniziativa musicale
Coluche diede incarico a Jean-Jacques Goldman di scrivere un brano musicale che aiutasse a promuovere le iniziative. Fu un successo stratosferico ed ancora oggi la canzone è fra le più amate di tutti i tempi. Dopo la morte prematura di Coluche, a seguito di uno schianto in moto, l'iniziativa avrebbe potuto trovare degli intoppi.
Per mantenere l'interesse per l'iniziativa, nel 1989 un gruppo di artisti francesi capitanati da Goldman, si fece promotore di un grande concerto. Parte così un'iniziativa che anno dopo anno diventa una scadenza fissa nel calendario artistico e non solo di Francia. Una quarantina di artisti, con il nome Les Enfoirés ,si riunisce con partecipazione gratuita, in una serie settimanale di concerti che sfocia in uno spettacolo televisivo annuale su TF1, riproposto poi in cd e DVD, che permettono di portare altri aiuti. Ogni cd o DVD venduto permette la distribuzione di 18 pasti. Gli artisti partecipano in modo assolutamente gratuito, ma alcuni di loro sono ormai una piacevole abitudine. Il solo comunque ad avere partecipato a tutte le edizioni resta proprio Goldman.

## All'estero

### Belgio
Ci sono 16 "Restos" in Belgio: 12 in Vallonia, 2 nelle Fiandre e 2 a Brussels. Coluche inaugurò il primo, a Liegi, il 22 febbraio 1986. Si decise immediatamente di lasciarlo aperto tutto l'anno. La federazione belga dei "Restos" offre molti altri servizi tra cui assistenza sociale e legale, programmi di reinserimento, aiuto finanziario.

### Germania
A Erfurt e Lipsia ci sono due "Restos". A Lipsia i pasti costano 50 centesimi.